# Angioqueratoma
Un angioqueratoma  es  un tipo de lesión o enfermedad de la piel que se manifiesta como pequeñas elevaciones o pápulas de color rojo, violáceo o negro, las cuales están formados por vasos sanguíneos dilatados cubiertos por una zona de hiperqueratosis, lo que les da un aspecto verrucoso (parecido a una verruga).
A pesar del nombre, no se trata de lesiones tumorales, sino de pequeñas malformaciones de los vasos sanguíneos capilares. El nombre deriva del griego y está formado por los términos angeion, keras y el sufijo oma, literalmente significa por tanto vasos sanguíneos, cuerno y tumor. 
Existen diversos tipos de angioqueratomas, los más frecuentemente descritos son los siguientes:
- Angioqueratoma de Mibelli.
- Angioqueratoma de Fordyce.
- Angioqueratoma corporis difussum, también llamado enfermedad de Fabry.
- Angioqueratoma circunscrito neviforme.
- Angioqueratomas solitarios o múltiples de inicio en la edad adulta.